# 17004 Sinkevich
17004 Sinkevich è un asteroide della fascia principale. Scoperto nel 1999, presenta un'orbita caratterizzata da un semiasse maggiore pari a 2,2795341 UA e da un'eccentricità di 0,1332106, inclinata di 3,43732° rispetto all'eclittica.